# Stenocaecilius casarum
Stenocaecilius casarum är en insektsart som först beskrevs av André Badonnel 1931.  Stenocaecilius casarum ingår i släktet Stenocaecilius och familjen fransvingestövsländor. Inga underarter finns listade i Catalogue of Life.